# Warburton Gamble
Pour les articles homonymes, voir Gamble.
Evelyn Charles Warburton Gamble, né le 16 décembre 1882 à Londres, ville où il est mort le 27 août 1945, est un acteur anglais.

## Biographie
Se partageant entre son pays natal et les États-Unis, Warburton Gamble entame sa carrière au théâtre dans les premières années 1900, jouant notamment à Londres et à Broadway (New York).
Sur les planches new-yorkaises, mentionnons Hamlet de William Shakespeare (1905), Colonel Newcome de Michael Morton (1917, avec Charles Coleman et Sydney Greenstreet), Le Canard sauvage d'Henrik Ibsen (1925, avec Thomas Chalmers et Blanche Yurka), L'Étrange Intermède (en) d'Eugene O’Neill (1929-1930, avec Lynn Fontanne et Helen Westley), ainsi que Cette nuit ou jamais de Lili Hatvany (1930-1931, avec le couple Melvyn Douglas-Helen Gahagan Douglas).
Dans sa ville natale, citons Le Mystérieux Docteur Clitterhouse (en) de Barré Lyndon (1937, avec Ralph Richardson dans le rôle-titre et Frederick Worlock) et Rebecca, adaptation du roman éponyme de Daphné du Maurier (1943, avec Eileen Herlie (en) et Louise Hampton (en)).
Au cinéma, il contribue à vingt films américains dès la période du muet, le premier étant The Unforeseen (en) de John B. O'Brien (1917, avec Olive Tell et David Powell). Suivent notamment La Belle Russe de Charles Brabin (1919, avec Theda Bara et Alice Wilson), L'Affaire Paliser de William Parke (1920, avec Pauline Frederick et Alan Roscoe), Cette nuit ou jamais de Mervyn LeRoy (son premier film parlant, 1931, adaptation de la pièce éponyme précitée, où Melvyn Douglas et lui reprennent leurs rôles respectifs, Gloria Swanson remplaçant Helen Gahagan Douglas), ou encore Princesse Nadia de Stuart Walker (1933, avec Claudette Colbert et Fredric March).
S'ajoutent cinq films britanniques, dont Lights of London (en) de Charles Calvert (son dernier muet, 1923, avec Wanda Hawley et Nigel Barrie) et Un drôle de flic (en) de John Paddy Carstairs (son ultime film, 1940, avec George Formby et Bernard Lee).
Signalons également deux pièces filmées pour la télévision britannique naissante, Cock Robin de Philip Barry et Elmer Rice (1938, avec Rosalyn Boulter (en) et Cathleen Cordell (en)), puis The Rising Sun (en) d'Herman Heijermans (adaptation anglaise, 1939, avec Harcourt Williams et Josephine Wilson (en) ; titre original : De opgaande zon).
Warburton Gamble meurt dans sa ville natale à 62 ans, en 1945.

## Théâtre

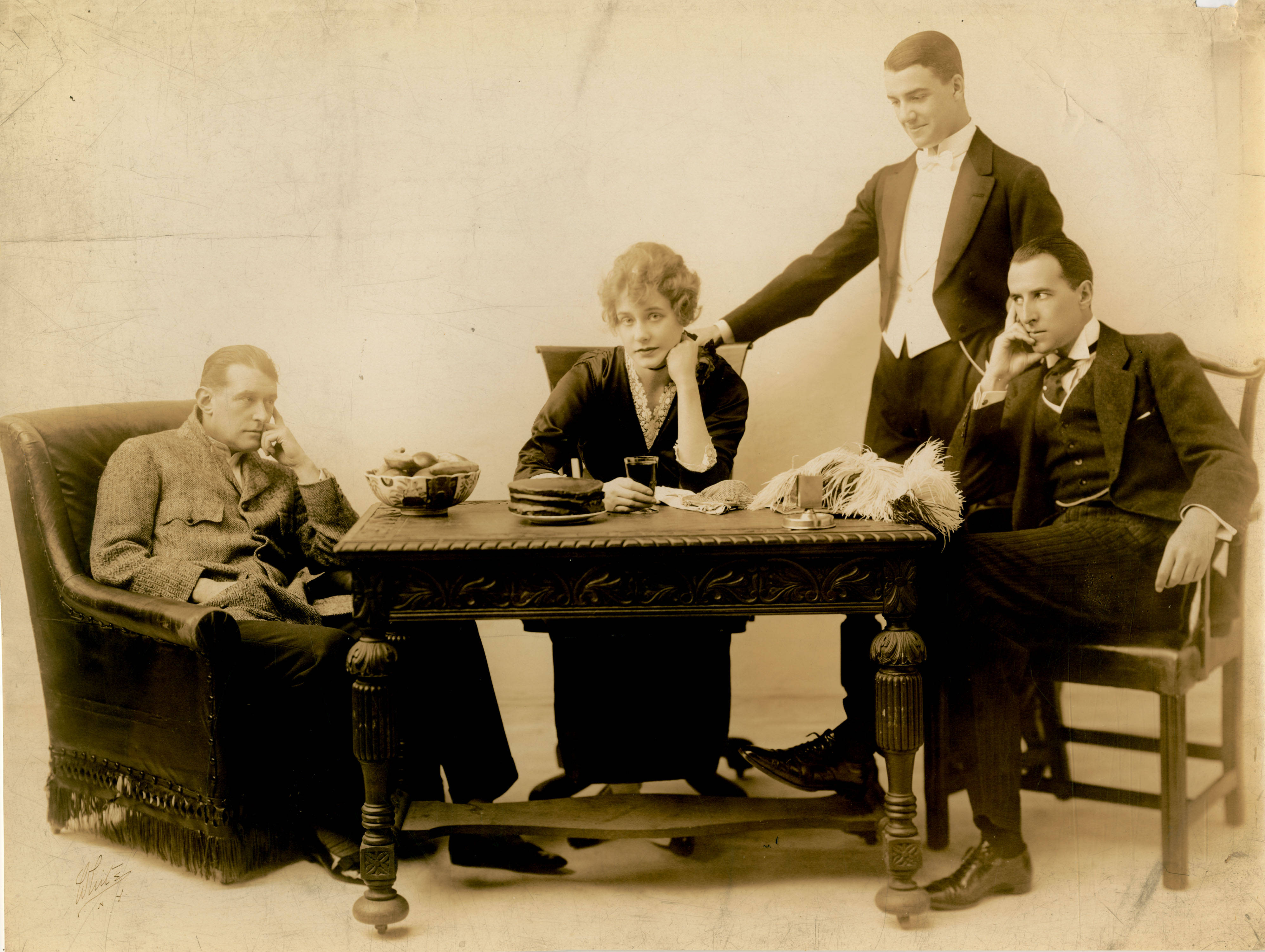
Charles Cherry, Elsie Ferguson, J. Woodall Birde et Warburton Gamble (de g. à d.), dans Outcast (Broadway, 1914-1915)

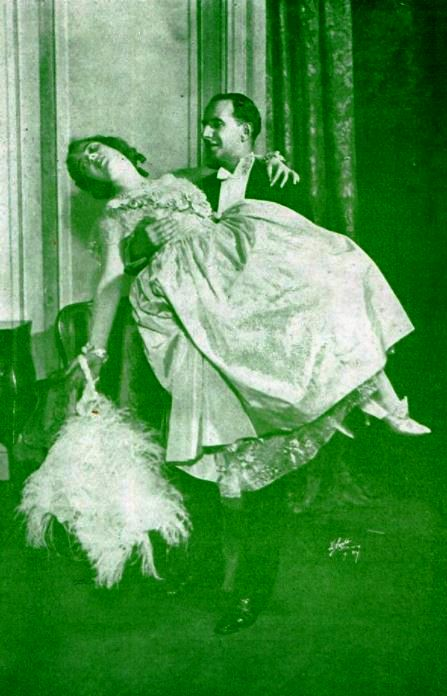
Avec Violet Heming, dans Le Rubicon (Broadway, 1922)

### Angleterre (sélection)
(à Londres, sauf mention contraire)
- 1903-1904 : La Ville éternelle (The Eternal City), adaptation du roman éponyme d'Hall Caine[1] (à Bristol) : rôle non spécifié
- 1937 : Le Mystérieux Docteur Clitterhouse (en) (The Amazing Dr. Clitterhouse) de Barré Lyndon : Inspecteur en chef Charles[2] (remplacement)
- 1943 : Rebecca, adaptation du roman éponyme de Daphné du Maurier : Colonel Julyan[3]

### Broadway (intégrale)
- 1905 : Love and the Man de H. V. Esmond : rôle non spécifié
- 1905 : Hamlet de William Shakespeare : rôle non spécifié
- 1912-1913 : Milestones d'Arnold Bennett et Edward Knoblauch : Sam Sibley
- 1914-1915 : Outcast d'Hubert Henry Davies : Hugh Brown
- 1916 : Margaret Schiller d'Hall Caine : rôle non spécifié
- 1917 : Colonel Newcome de Michael Morton (d’après le roman The Newcomes de William Makepeace Thackeray) : rôle non spécifié
- 1917 : Mésalliance (Misalliance) de George Bernard Shaw, production et mise en scène de William Faversham : Joey Percival
- 1918 : The Madonna of the Future d'Alan Dale : rôle non spécifié
- 1921 : The New Morality d'Harold Chapin : Colonel Ivor Jones
- 1921 : The Madras House d'Harley Granville-Baker : Philip Madras
- 1922 : Le Rubicon  (The Rubicon) d'Édouard Bourdet, adaptation d'Henry Baron : Georges Glandelle
- 1922-1923 : Why Not? de Jesse Lynch Williams : Bill Thompson
- 1924 : Henri IV (The Living Mask) de Luigi Pirandello : Baron Tito Belcredi
- 1924 : Garden of Weeds de (et mise en scène par) Leon Gordon : Douglas Crawford
- 1924 : Ashes de Reginald Goode : Rupert Best
- 1925 : Le Canard sauvage (The Wild Duck) d'Henrik Ibsen : Hjalmar Ekdal
- 1926 : Heimat  (Magda) d'Hermann Sudermann, adaptation de Charles Edward Amory Winslow : Dr Von Keller[4]
- 1928-1929 : L'Étrange Intermède (en) (Strange Interlude) d'Eugene O’Neill, mise en scène de Philip Moeller, décors de Jo Mielziner : Edmund Darrell (remplacement)
- 1930 : Milestones d'Arnold Bennett et Edward Knoblauch, reprise : Sam Sibley
- 1930-1931 : Cette nuit ou jamais (Tonight or Never) de Lili Hatvany, production et mise en scène de David Belasco :  Son Excellence[5]

## Filmographie

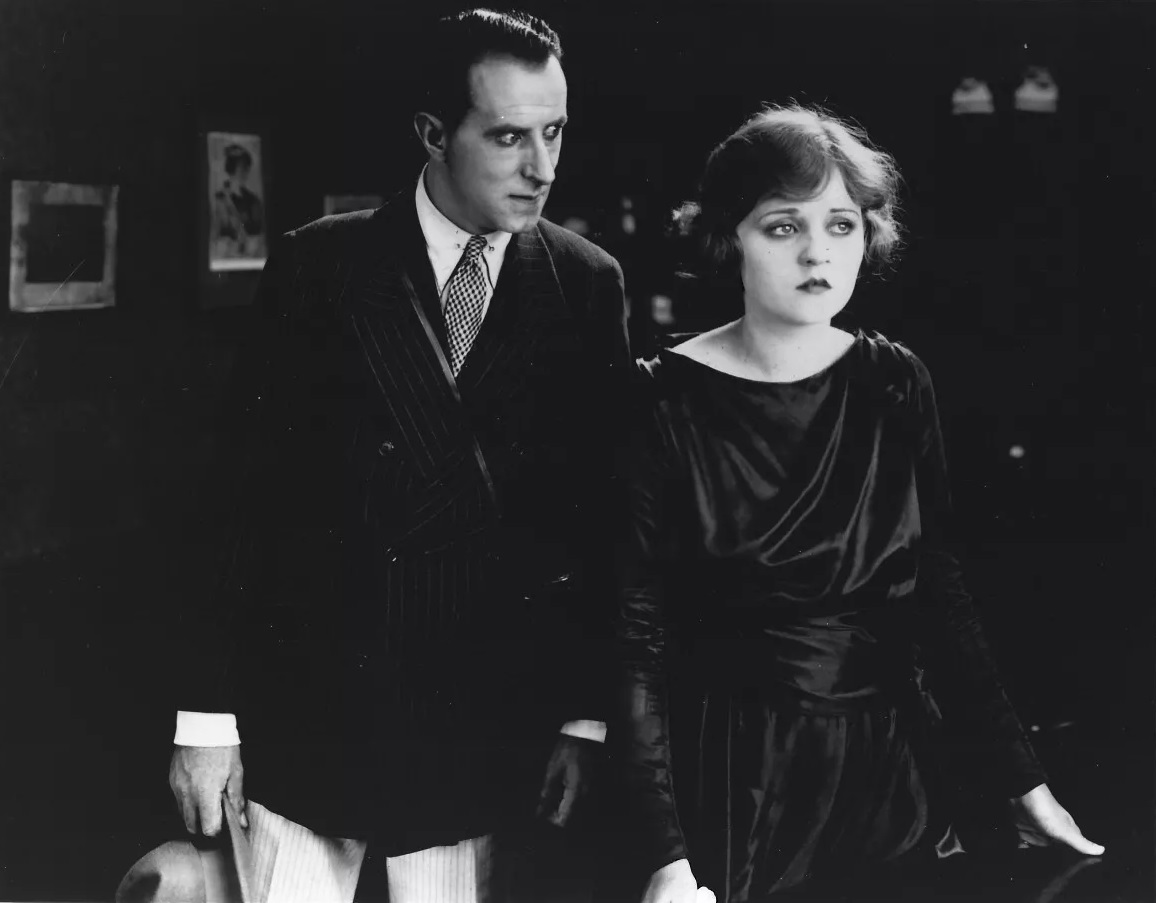
Avec Tallulah Bankhead, dans Trente dollars par semaine (1918)

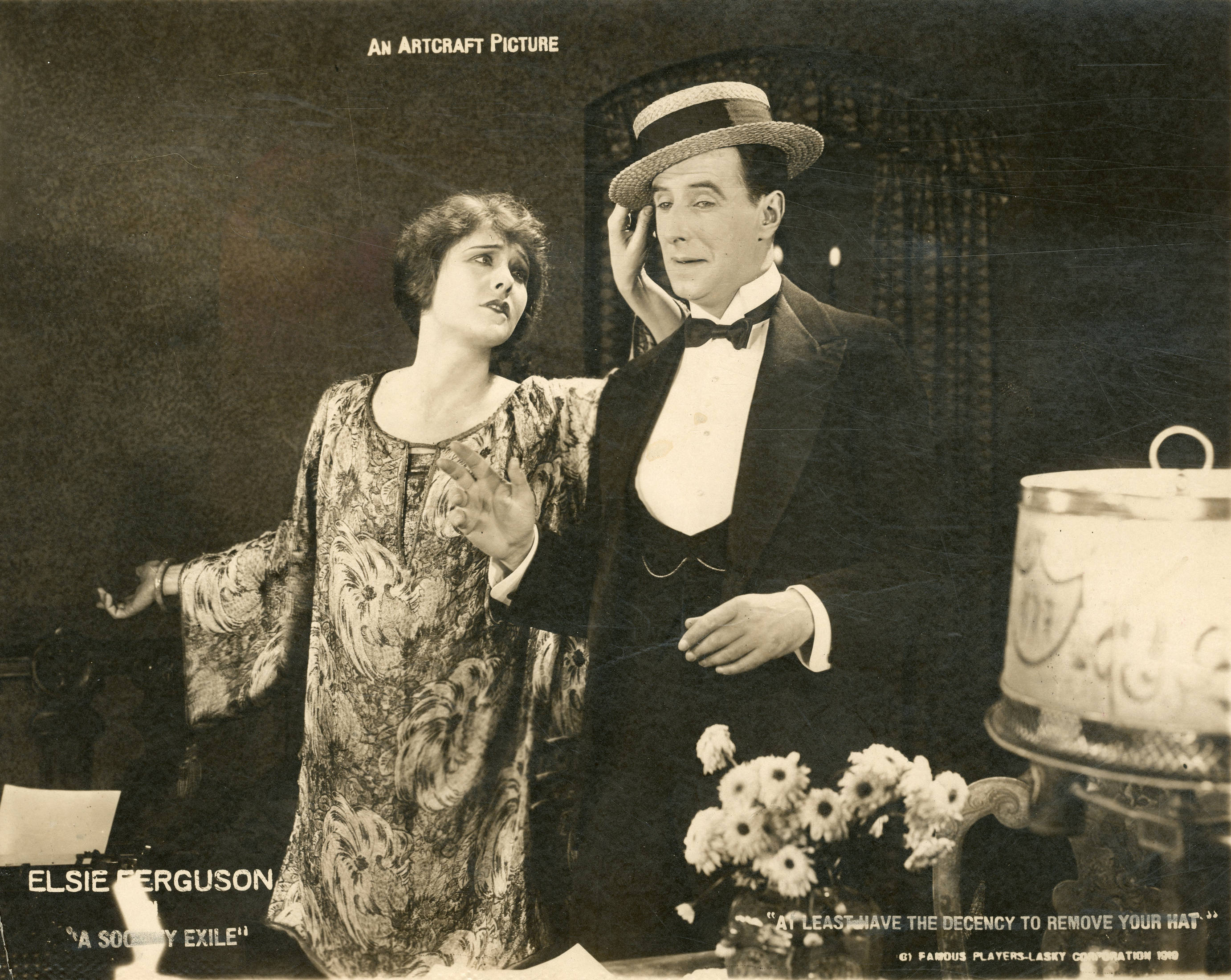
Avec Elsie Ferguson, dans
A Society Exile (1919)

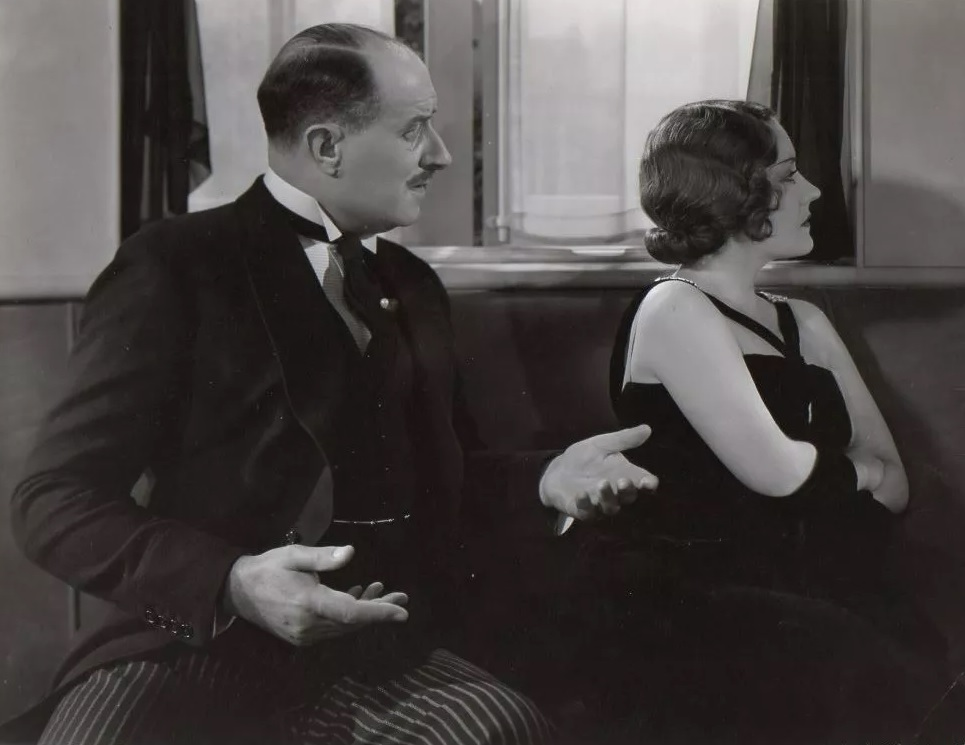
Avec Gloria Swanson, dans Cette nuit ou jamais (1931)

### Films américains (sélection)
- 1917 : The Unforeseen (en) de John B. O'Brien : Henry Traquair
- 1918 : Trente dollars par semaine (en) (Thirty a Week) d'Harry Beaumont : Freddy Ruyter
- 1919 : Le Roi de l'argent (en) (The Silver King) de George Irving : Herbert Skinner
- 1919 : La Belle Russe (titre original) de Charles Brabin : Phillip Sackton
- 1919 : L'Homme qui doute (en) (As a Man Thinks) de George Irving : Benjamin De Lota
- 1919 : A Society Exile (en) de George Fitzmaurice : Lord Bissett
- 1920 : L'Affaire Paliser (The Paliser Case) de William Parke : Monty Paliser
- 1920 : Les Erreurs qui se paient (en) (The Cost) d'Harley Knoles : Mowbray Langdon
- 1921 : Poor, Dear Margaret Kirby (en) de William P. S. Earle : Gordon Pell
- 1931 : Cette nuit ou jamais (Tonight or Never) de Mervyn LeRoy : Comte Albert von Gronac
- 1932 : Comme tu me veux (As You Desire Me) de George Fitzmaurice : le baron
- 1933 : Princesse Nadia (Tonight Is Ours) de Stuart Walker : Alex
- 1933 : Taxi Girls (Child of Manhattan) d'Edward Buzzell : Eggleston
- 1933 : A Study in Scarlet d'Edwin L. Marin : Docteur Watson
- 1933 : Court-circuit (By Candlelight) de James Whale : Baron von Ballin

### Films britanniques (intégrale)
- 1921 : La Maison du mensonge (en) (Dangerous Lies) de Paul Powell : Leonard Pearce
- 1923 : Lights of London (en) de Charles Calvert : Clifford Armytage
- 1936 : Blind Man's Bluff (en) d'Albert Parker : Tracy
- 1936 : Lonely Road (en) de James Flood : Fedden
- 1940 : Un drôle de flic (en) (Spare a Copper) de John Paddy Carstairs : Sir Robert